# Tier-, Freizeit- und Saurierpark Germendorf
Koordinaten: 52° 44′ 48,8″ N, 13° 9′ 24,1″ O
Der Tier-, Freizeit- und Saurierpark Germendorf ist ein Tierpark mit angeschlossenem Saurierpark, in dem lebensgroße Nachbildungen von Dinosauriern stehen. Daneben gibt es einen Bereich mit Fahrgeschäften, die hauptsächlich auf Kinder ausgerichtet sind, sowie Ponyreiten. Der Park befindet sich im Oranienburger Ortsteil Germendorf. Neben kleineren und heimischen Tieren werden auch exotische Tiere wie Zebras, Elenantilopen und Alpakas gehalten. Darüber hinaus gibt es noch einen Streichelzoo mit Ziegen, der betreten werden kann. Insgesamt beheimatet der Tierpark 650 Tiere. Auf dem Gelände des Parks befinden sich auch mehrere Seen mit Badestellen, sowie gesonderte Badestellen für Kinder und Hunde. Mit einer Gesamtfläche von 69 Hektar, wovon 14 Hektar auf das Freigehege entfallen, gehört der Tierpark Germendorf zu den größten Anlagen dieser Art im Großraum Berlin. Das Seengebiet entstand als Aushubgrube beim Bau der Autobahn Berlin-Rostock. 1992 wurde mit dem Aufbau des Tierparks begonnen, der im Jahre 2002 die Zoogenehmigung erhalten hat. Seit 2009 befindet sich der Saurierpark mit auf dem Gelände. Gründer des Parks ist der ehemalige Germendorfer Ortsvorsteher Horst Eichholz. Bis 2014 wurden Gewinne aus dem Kiesabbau in den Park investiert. Eichholz starb 84-jährig im Jahr 2017.
Jährlich besuchen rund 400.000 Gäste den Park, dabei handelt es sich vor allem um Familien mit Kindern.